# Partido Socialista Obrero Luxemburgués
El Partido Socialista Obrero Luxemburgués (en luxemburgués: Lëtzebuerger Sozialistesch Arbechterpartei; en francés: Parti Ouvrier Socialiste Luxembourgeois; en alemán: Luxemburger Sozialistische Arbeiterpartei), abreviado en LSAP o POSL, es un partido político socialdemócrata de Luxemburgo.
El partido fue fundado originalmente en 1902, pero tras la Segunda Guerra Mundial fue refundado como un nuevo partido, siguiendo el modelo del Partido Laborista del Reino Unido.

## Presidentes
El líder del partido es el presidente. Sin embargo, a menudo, un ministro del gobierno será el miembro más importante del partido, como lo es ahora Jean Asselborn. A continuación se muestra una lista de presidentes del Partido Socialista Obrero Luxemburgués desde 1945.
1. Michel Rasquin (1945 – 1951)
2. Paul Wilwertz (1951 – 1952)
3. Albert Bousser (1952 – 1954)
4. Émile Ludwig (1954 – 1955)
5. Paul Wilwertz (1955 – 1959)
6. Henry Cravatte (1959 – 1970)
7. Antoine Wehenkel (1970 – 1974)
8. Lydie Schmit (1974 – 1980)
9. Robert Krieps (1980 – 1985)
10. Ben Fayot (1985 – 1997)
11. Jean Asselborn (1997 – 2004)
12. Alex Bodry (2004 – 2014)
13. Claude Haagen (2014 – 2019)
14. Franz Fayot (2019 – 2020)
15. Yves Cruchten (2020 – Actualidad)

## Resultados electorales

### Elecciones generales
| Año  | Votos          | %     | Resultado | +/-         | Gobierno              |
| ---- | -------------- | ----- | --------- | ----------- | --------------------- |
| 1915 |                |       | 6/52      |             | Coalición             |
| 1918 |                |       | 12/53     | 6           | Oposición             |
| 1919 | 231.672 (#2)   | 17,57 | 8/48      | 4           | Oposición             |
| 1922 | 73.963 (#4)    | 10,82 | 6/48      | 2           | Oposición             |
| 1925 | 253.256 (#2)   | 19,00 | 8/47      | 2           | Coalición (1925-1926) |
| 1925 | 253.256 (#2)   | 19,00 | 8/47      | 2           | Oposición (1926-1928) |
| 1928 | 352.970 (#1)   | 41,30 | 12/52     | 4           | Oposición             |
| 1931 | 153.805 (#2)   | 19,83 | 15/54     | 3           | Oposición             |
| 1934 | 404.729 (#2)   | 36,71 | 14/54     | 1           | Oposición             |
| 1937 | 238.665 (#2)   | 25,72 | 18/55     | 4           | Oposición (1937)      |
| 1937 | 238.665 (#2)   | 25,72 | 18/55     | 4           | Coalición (1937-1945) |
| 1945 | 569.025 (#2)   | 25,97 | 11/51     | 1           | Coalición (1945-1947) |
| 1945 | 569.025 (#2)   | 25,97 | 11/51     | 1           | Oposición (1947-1948) |
| 1948 | 481.755 (#1)   | 41,46 | 15/51     | 4           | Oposición             |
| 1951 | 372.177 (#2)   | 35,48 | 19/52     | 4           | Coalición             |
| 1954 | 831.836 (#2)   | 35,12 | 17/52     | 2           | Coalición             |
| 1959 | 848.523 (#2)   | 34,92 | 17/52     | Sin cambios | Coalición (1959)      |
| 1959 | 848.523 (#2)   | 34,92 | 17/52     | Sin cambios | Oposición (1959-1964) |
| 1964 | 999.843 (#1)   | 37,68 | 21/56     | 4           | Coalición             |
| 1968 | 837.555 (#2)   | 32,25 | 18/56     | 3           | Oposición             |
| 1974 | 875.881 (#1)   | 29,15 | 17/59     | 1           | Coalición             |
| 1979 | 737.863 (#2)   | 24,26 | 14/59     | 3           | Oposición             |
| 1984 | 1.104.740 (#2) | 33,57 | 21/64     | 7           | Coalición             |
| 1989 | 837.887 (#2)   | 27,23 | 18/60     | 3           | Coalición             |
| 1994 | 797.450 (#2)   | 25,40 | 17/60     | 1           | Coalición             |
| 1999 | 695.718 (#2)   | 23,74 | 13/60     | 4           | Oposición             |
| 2004 | 784.048 (#2)   | 25,43 | 14/60     | 1           | Coalición             |
| 2009 | 695.830 (#2)   | 23,00 | 13/60     | 1           | Coalición             |
| 2013 | 664.586 (#2)   | 20,28 | 13/60     | Sin cambios | Coalición             |
| 2018 | 621.332 (#2)   | 17,60 | 10/60     | 3           | Coalición             |
| 2023 | 698.179 (#2)   | 18,97 | 11/60     | 1           | Oposición             |

### Elecciones al parlamento europeo
| Año  | Votos   | %         | Escaños | +/–         |
| ---- | ------- | --------- | ------- | ----------- |
| 1979 | 211,106 | 21.6 (#3) | 1/6     |             |
| 1984 | 296,382 | 29.9 (#2) | 2/6     | 1           |
| 1989 | 252,920 | 25.4 (#2) | 2/6     | Sin cambios |
| 1994 | 251,500 | 24.8 (#1) | 2/6     | Sin cambios |
| 1999 | 239,048 | 23.6 (#2) | 2/6     | Sin cambios |
| 2004 | 240,484 | 22.1 (#2) | 1/6     | 1           |
| 2009 | 219,349 | 19.5 (#2) | 1/6     | Sin cambios |
| 2014 | 137,504 | 11.7 (#4) | 1/6     | Sin cambios |
| 2019 | 152,900 | 12.2 (#4) | 1/6     | Sin cambios |